# Pawn Shoppe Heart
Pawn Shoppe Heart är garagerockbandet The Von Bondies andra studioalbum, utgivet i mars 2004 på Sire Records.
"C'mon C'mon" nådde 8:e plats på Billboard Hot 100 och 25:e plats på den brittiska singellistan. Låten har även använts som signaturmelodi till tv-serien Rescue Me.

## Låtlista
Samtliga låtar skrivna av Jason Stollsteimer.
1. "No Regrets" - 2:34
2. "Broken Man" - 2:10
3. "C'mon C'mon" - 2:15
4. "Tell What You See" - 1:56
5. "Been Swank" - 2:44
6. "Maireed" - 5:11
7. "Not That Social" - 3:01
8. "Crawl Through the Darkness" - 2:45
9. "The Fever" - 2:38
10. "Right of Way" - 3:46
11. "Poison Ivy" - 2:14
12. "Pawn Shoppe Heart" - 9:27

## Medverkande
- Don Blum - trummor, sång
- Marcie Bolen - gitarr, sång
- Carrie Smith - bas, sång
- Jason Stollsteimer - gitarr, sång